# Санта-Рита-ду-Парду
Санта-Рита-ду-Парду (порт. Santa Rita do Pardo)  —  муниципалитет в Бразилии, входит в штат Мату-Гросу-ду-Сул. Составная часть мезорегиона Восток штата Мату-Гроссу-ду-Сул. Входит в экономико-статистический  микрорегион Трес-Лагоас. Население составляет 7457 человек на 2006 год. Занимает площадь 6141,615 км². Плотность населения — 1,2 чел./км².

## История
Город основан 18 декабря 1987 года. 

## Статистика
- Валовой внутренний продукт на 2003 год составляет 140 513 981,00 реалов (данные: Бразильский институт географии и статистики).
- Валовой внутренний продукт на душу населения на 2003 год составляет 19 838,20 реалов (данные: Бразильский институт географии и статистики).
- Индекс развития человеческого потенциала на 2000 год составляет 0,722 (данные: Программа развития ООН).